# Cartucho magnum

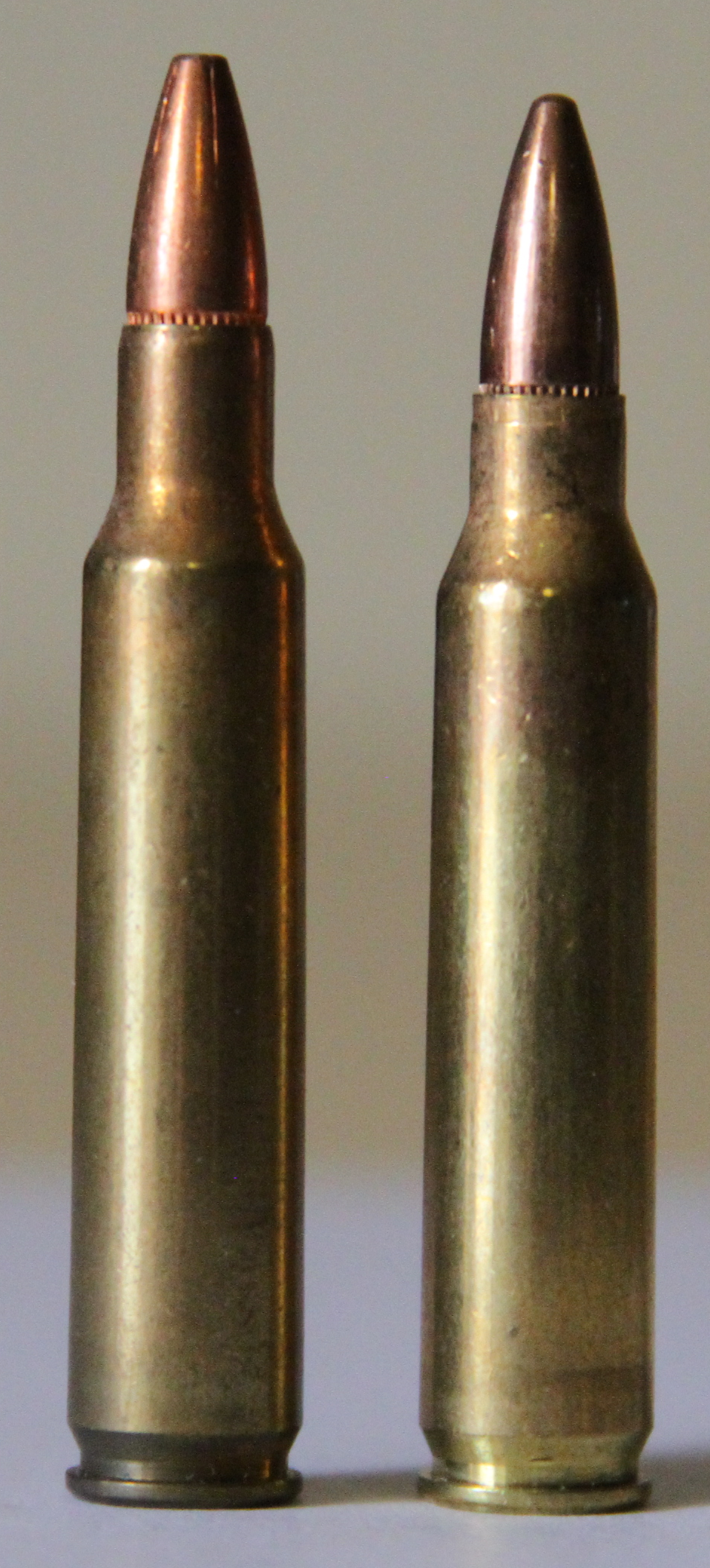
.222 Remington Magnum (E);
.223 Remington comum (D).

Um cartucho magnum, é um cartucho de arma de fogo mais potente, geralmente com um estojo maior no comprimento e reforçado, derivado de um cartucho semelhante para o mesmo calibre de projétil. Uma arma de fogo magnum, é aquela que faz uso desse tipo de cartucho.

## Alguns cartuchos Magnum
- .32 H&R Magnum
- .327 Federal Magnum
- .357 Magnum
- .41 Remington Magnum
- .44 Magnum
- .454 Casull
- .460 S&W Magnum
- .475 Wildey Magnum
- .500 S&W Magnum
- .17 Hornady Magnum Rimfire
- .22 Winchester Magnum Rimfire
- .300 Remington Ultra Magnum
- .338 Remington Ultra Magnum
- .375 Remington Ultra Magnum
- 7 mm Remington Ultra Magnum
- 7 mm Remington Magnum
- .270 Weatherby Magnum
- .340 Weatherby Magnum
- .378 Weatherby Magnum
- .460 Weatherby Magnum
- .300 Weatherby Magnum
- .244 H&H Magnum
- .300 H&H Magnum
- .375 H&H Magnum
- .264 Winchester Magnum
- .300 Winchester Magnum
- .338 Winchester Magnum
- .458 Winchester Magnum
- .300 Lapua Magnum
- .338 Lapua Magnum
- .300 Norma Magnum
- .308 Norma Magnum
- .338 Norma Magnum
- .358 Norma Magnum